# HD 156098
HD 156098，又名CD-3212545，SAO 208626、HR 6409，是一颗恒星，视星等为5.55，位于銀經353.52，銀緯3.08，其B1900.0坐标为赤經17h 10m 33.2s，赤緯-32° 3.08′ 59″。